# Jan Žambůrek
Jan Žambůrek, né le 13 février 2001 à Prague en Tchéquie, est un footballeur tchèque qui joue au poste de milieu central à l'Heracles Almelo.

## Biographie

### En club
Né à Prague en Tchéquie, Jan Žambůrek est formé par l'un des clubs de la capitale, le Bohemians 1905. Il est alors considéré comme l'un des joueurs les plus prometteurs du club, brillant avec les différentes équipes de jeunes dès son plus jeune âge. Il poursuit sa formation au Slavia Prague où il réalise notamment le doublé coupe-championnat avec la catégorie U17 lors de la saison 2017-2018.
Le 9 août 2018, Jan Žambůrek s'engage en faveur du Brentford FC pour un contrat de trois ans. Il est dans un premier temps intégré à l'équipe B du club. Il joue son premier match en professionnel avec Brentford, le 23 février 2019, lors d'une rencontre de championnat face à Hull City. Il entre en jeu à la place de Saïd Benrahma lors de cette rencontre remportée par son équipe sur le score de cinq buts à un.
Le 5 octobre 2020, il est prêté au Shrewsbury Town.
Le 12 janvier 2022, lors du mercato hivernal, Jan Žambůrek s'engage en faveur du Viborg FF. Il signe un contrat courant jusqu'en juin 2025. Le 30 octobre 2022, Žambůrek inscrit son premier but pour Viborg, lors d'une rencontre de championnat face au Silkeborg IF. Il est titularisé et son équipe s'impose par deux buts à un.
Le 1er septembre 2023, Jan Žambůrek est prêté pour une saison au Slovan Liberec.
Il marque son premier but pour le Slovan Liberec le 9 décembre 2023 contre le FC Zlín, en championnat. Titulaire, il ouvre le score de la tête sur un service de Michal Fukala, et participe à la victoire de son équipe par cinq buts à trois.
Le 3 juillet 2024, Jan Žambůrek rejoint les Pays-Bas et le Heracles Almelo. Il signe un contrat courant jusqu'en juin 2028.
Il joue son premier match sous ses nouvelles couleurs le 20 octobre 2024, contre l'Ajax Amsterdam, en championnat. Son équipe est battue par quatre buts à trois ce jour-là.

### En sélection
De 2019 à 2020 il joue pour les moins de 19 ans pour un total de huit matchs, et un but, inscrit le 14 novembre 2019 contre les Pays-Bas (3-3 score final).
Jan Žambůrek joue son premier match avec l'équipe de Tchéquie espoirs contre le Kosovo, le 7 octobre 2021. Il est titularisé puis remplacé par Tomáš Solil lors de cette rencontre qui se solde par la victoire des siens par un but à zéro.